# Теплодубровное
Теплодубровное — деревня в Стрелецком сельсовете Петуховского района Курганской области.

## История
Деревня была основана в 1748 году.
Первоначально деревня упоминалась под именем Теплая Дубрава (иногда просто как деревня Теплая).
В начале XIX века входила в Утчанскую волость Ишимского уезда Тобольской губернии.
В 1834 году в Теплодубровной была построена церковь во имя Святой Троицы и деревня получила статус села. Тогда же была сформирована Теплодубровская волость Ишимского уезда и село Теплодубровное стало её центром.
В начале XX века Теплодубровное ещё было селом, но позже утратило этот статус и стало деревней.

## Население
| 1834 | 1850  | 1989 | 2002 | 2010 |
| ---- | ----- | ---- | ---- | ---- |
| 987  | ↗1162 | ↘53  | ↗70  | ↘67  |